# Медведевка (Крым)
Медве́девка  (до 1945 года Ау́з-Кирк; укр. Медведівка, крымскотат. Avuz Qırq, Авуз Къыркъ) — село в Джанкойском районе Республики Крым, центр Медведевского сельского поселения (согласно административно-территориальному делению Украины — Медведевского сельского совета Автономной Республики Крым).

## Население
| 2001 | 2014  |
| ---- | ----- |
| 1348 | ↘1270 |

Всеукраинская перепись 2001 года показала следующее распределение по носителям языка
| Язык             | Процент |
| ---------------- | ------- |
| русский          | 58.09   |
| украинский       | 20.1    |
| крымскотатарский | 19.51   |
| другие           | 0.3     |

### Динамика численности
| - 1864 год — 18 чел. - 1900 год — 176 чел. - 1915 год — 59/40 чел. - 1926 год — 136 чел. - 1939 год — 137 чел. | - 1974 год — 908 чел. - 1989 год — 1322 чел. - 2001 год — 1348 чел. - 2014 год — 1270 чел. |

## Современное состояние
На 2017 год в Медведевке числится 14 улиц, хутор Бережное и территория хутор Бережное; на 2009 год, по данным сельсовета, село занимало площадь 182,6 гектара на которой, в 402 дворах, проживало более 1,2 тысячи человек. В селе действуют средняя общеобразовательная школа, детский сад "Солнышко ", мечеть «Авуз Кыркъ джамиси», дом культуры, библиотека, амбулатория общей практики семейной медицины, отделение Почты России, церковь святителя Василия Великого, христианско-пресвитерианская церковь «Господня любовь». Село связано автобусным сообщением с райцентром и соседними населёнными пунктами.

## Геотермальный источник
В советский период в Медведевке разведан геотермальный источник, с использованием которого были планы строительства тепличного комплекса. В 2001 г. в Медведевке была смонтирована геотермальная мини-электростанция на попутном газе, содержащемся в термальной воде. Она имеет тепловую мощность около 1 МВт, электрическую — 100 кВт. Электричество и тепло из геотермального источника в Медведевке получают объекты социальной сферы.
Две скважины электростанции — подающая и приемная — построены на месте, где на глубине около 1700 метров проходит пласт горячей воды, температура которой на поверхности +64 градуса по Цельсию. Вода используется для получения теплоэнергии, а содержащийся в ней газ является источником электроэнергии. Проект реализовали Институт технической теплофизики совместно с государственным производственным предприятием «Крымгеология».

## География
Медведевка — село на севере района, в степном Крыму, на полуострове залива Сиваш Тюп-Джанкой, высота центра села над уровнем моря — 9 м. Соседние сёла: Тургенево в 0,5 км на восток и Ермаково в 4,3 км на юг по шоссе. Расстояние до райцентра — около 27 километров (по шоссе), ближайшая железнодорожная станция — Солёное Озеро — примерно 13 километров. Транспортное сообщение осуществляется по региональной автодороге 35А-002 граница с Украиной — Симферополь — Алушта — Ялта (по украинской классификации — М-18 Харьков — Симферополь — Алушта — Ялта).

## История
Первое документальное упоминание села встречается в Камеральном Описании Крыма… 1784 года, судя по которому, в последний период Крымского ханства Кырк входил в Дип Чонгарский кадылык Карасубазарского каймаканства. После присоединения Крыма к России (8) 19 апреля 1783 года, (8) 19 февраля 1784 года, именным указом Екатерины II сенату, на территории бывшего Крымского Ханства была образована Таврическая область и деревня была приписана к Перекопскому уезду. После Павловских реформ, с 1796 по 1802 год, входила в Перекопский уезд Новороссийской губернии. По новому административному делению, после создания 8 (20) октября 1802 года Таврической губернии, Ауз-Кирк был включён в состав Биюк-Тузакчинской волости Перекопского уезда, но, в Ведомости о всех селениях в Перекопском уезде состоящих с показанием в которой волости сколько числом дворов и душ… от 21 октября 1805 года, деревня, по неизвестной причине, не записана (или не опознана). На военно-топографической карте 1817 года деревня Кирк обозначена с 33 дворами. После реформы волостного деления 1829 года Ауз-Кирк, согласно «Ведомости о казённых волостях Таврической губернии 1829 года», остался в составе Тузакчинской волости. На карте 1836 года в деревне Авуз Кырк 40 дворов, как и на карте 1842 года.
В 1860-х годах, после земской реформы Александра II, деревню приписали к Байгончекской волости того же уезда.
В «Списке населённых мест Таврической губернии по сведениям 1864 года», составленном по результатам VIII ревизии 1864 года, Ауз-Кырк — владельческая татарская деревня с 3 дворами и 18 жителями при колодцах. На трёхверстовой карте 1865—1876 года в деревне Авуз-Кырк отмечены 7 дворов. Но, согласно «Памятной книжке Таврической губернии за 1867 год», деревня Ауз-Кырк была покинута жителями в 1860—1864 годах, в результате эмиграции крымских татар, особенно массовой после Крымской войны 1853—1856 годов, в Турцию и оставалась в развалинах и, даже в «Памятной книге Таврической губернии 1889 года», не значится.
После земской реформы 1890 года Ауз-Кирк отнесли к Богемской волости. В «…Памятной книжке Таврической губернии на 1892 год» в сведениях о Богемской волости никаких данных о деревне, кроме названия, не приведено — так, обычно, записывались безземельные селения, по этой причине не входившие в сельское общество. Видимо, в конце XIX, начале XX века вблизи Ауз-Кирка велись работы по строительству Лозово-Севастопольской железной дороги, поскольку в «…Памятной книжке Таврической губернии на 1900 год» Ауз-Кирк записан как посёлок с населением 176 жителей в 15 дворах. По Статистическому справочнику Таврической губернии. Ч.II-я. Статистический очерк, выпуск пятый Перекопский уезд, 1915 год, на хуторе Ауз-Кирк (Балатукова) Богемской волости Перекопского уезда числилось 10 дворов (все дворы с землёй) с русским населением в количестве 59 человек приписных жителей и 40 — «посторонних», из которых 56 мужчин и 43 женщины. Жители владели 3800 десятинами удобной земли. В хозяйствах имелось 50 лошадей, 250 волов, 40 коров и 1100 голов мелкого скота.
В ходе Перекопско-Чонгарской операции была ареной ожесточённых боёв. Атаковавшие оборону Русской армии (Врангеля) 266-й и 267-й полки РККА понесли большие потери, но овладели районом Абуз-Кирк.
После установления в Крыму Советской власти, по постановлению Крымревкома от 8 января 1921 года № 206 «Об изменении административных границ» была упразднена волостная система и в составе Джанкойского уезда был создан Джанкойский район. В 1922 году уезды преобразовали в округа. 11 октября 1923 года, согласно постановлению ВЦИК, в административное деление Крымской АССР были внесены изменения, в результате которых округа были ликвидированы, основной административной единицей стал Джанкойский район и село включили в его состав. Согласно Списку населённых пунктов Крымской АССР по Всесоюзной переписи 17 декабря 1926 года, в селе Ауз-Кирк, Таганашского сельсовета Джанкойского района, числилось 23 двора, все крестьянские, население составляло 136 человек, из них 121 русский и 15 немцев, действовала русская школа. К 1940 году село становится центром сельсовета (в коем состоянии пребывает всю дальнейшую историю). По данным всесоюзной переписи населения 1939 года в селе проживало 137 человек. На подробной карте РККА северного Крыма 1941 года в Ауз-Кирке отмечено 35 дворов.
Во время Великой Отечественной войны на фронтах сражался 21 житель села Ауз-Кирк, 12 из них погибли, 7 награждены орденами и медалями СССР. В их честь был установлен
памятник (время установки пока неизвестно), представлявший собой кованую из меди двухфигурную композицию: воина в шинели и плащ-палатке с обнаженной головой, обнимающего левой рукой прижавшуюся к нему девочку на бетоном постаменте, с медной мемориальной доской на бетонной стеле. В 2008 году медные части памятника были похищены, в мае 2011 года памятник был реконструирован.. Постановлением Совета министров Республики Крым № 627 от 20 декабря 2016 года памятник отнесён к категории объектов культурно-исторического наследия России регионального значения.
В 1944 году, после освобождения Крыма от нацистов и депортации крымских татар, 12 августа 1944 года было принято постановление № ГОКО-6372с «О переселении колхозников в районы Крыма» и в сентябре 1944 года в район приехали первые новосёлы (27 семей) из Каменец-Подольской и Киевской областей, а в начале 1950-х годов последовала вторая волна переселенцев из различных областей Украины. Указом Президиума Верховного Совета РСФСР от 21 августа 1945 года Ауз-Кирк был переименован в Медведевку и Ауз-Кирский сельсовет — в Медведевский. С 25 июня 1946 года Медведевка в составе Крымской области РСФСР.
С 1950 год село в составе колхоза имени Молотова, который в 1959 году был объединен с колхозами имени Фрунзе и «Крым» и получил название имени ХХІ съезда КПСС (который в 1970 году был разукрупнён). 26 апреля 1954 года Крымская область была передана из состава РСФСР в состав УССР. На 1974 год в Медведевке числилось 908 жителей.
По данным переписи 1989 года в селе проживало 1322 человека. С 12 февраля 1991 года село в «восстановленной» Крымской АССР, 26 февраля 1992 года переименованной в Автономную Республику Крым в составе Украины. 21 марта 2014 года село находится в составе Республики Крым.
В конце 2022 года власти полуострова несколько раз приходили с обысками к крымским татарам, которые проживают в Медведевке. С начала 2023 года российские войска возвели ряд защитных сооружений в районе села.